# Leprosenhauskirche Salzburg-Mülln

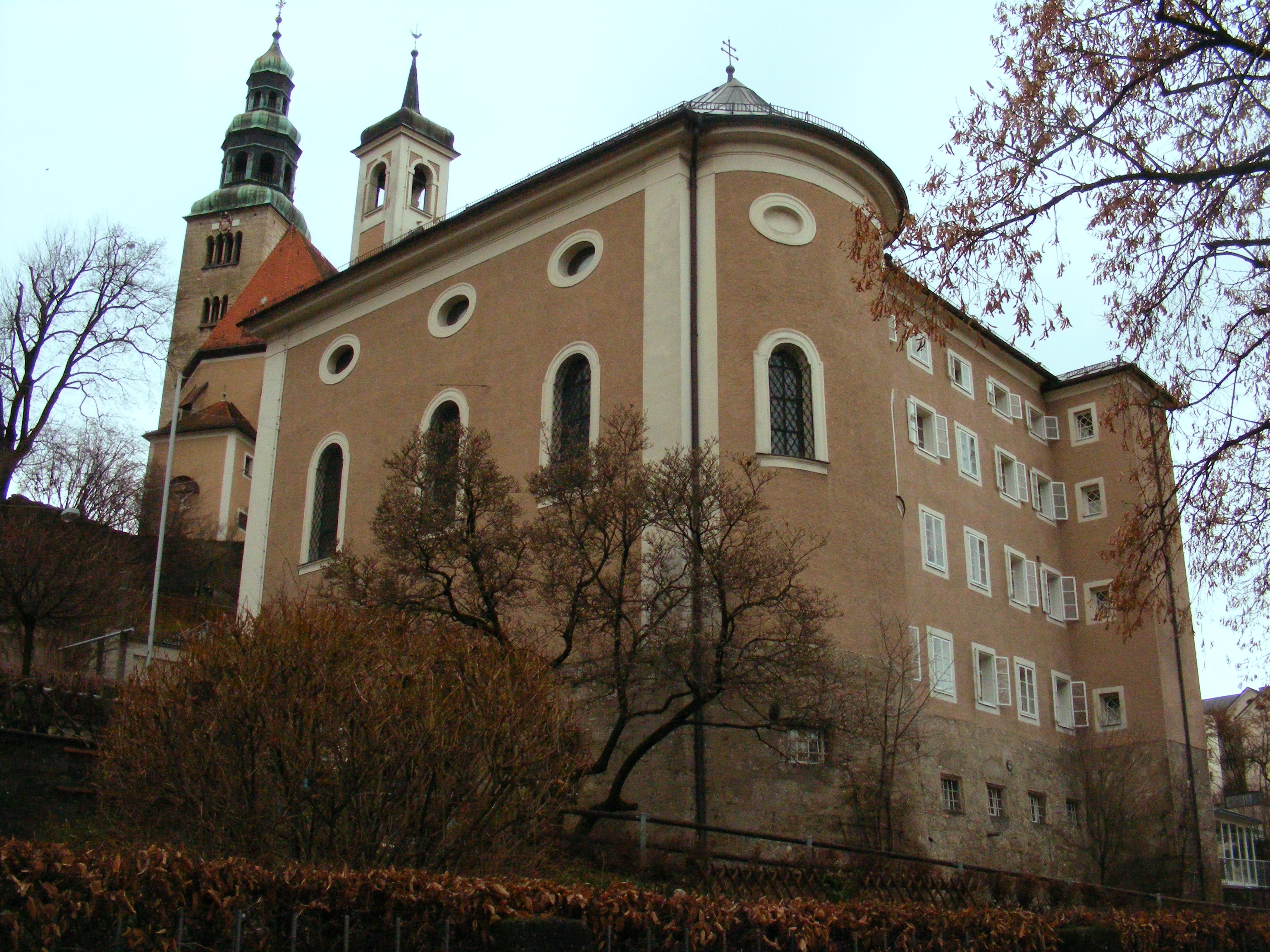
Leprosenhauskirche

Die Leprosenhauskirche steht baulich verbunden mit dem Leprosenhaus an der Müllner-Hauptstraße Nr. 6 hangabwärts zur Salzach im Stadtteil Mülln in der Stadtgemeinde Salzburg. Die auf die Heiligen Hieronymus und Antonius Eremit geweihte römisch-katholische Kirche gehört zum Stadtdekanat Salzburg der Erzdiözese Salzburg. Die Kirche steht mit dem Leprosenhaus unter Denkmalschutz (Listeneintrag).

## Geschichte
Urkundlich wurde im 13. Jahrhundert ein Sundersiechenhaus in Mülln genannt. Der heutige Bau wurde im Anfang des 18. Jahrhunderts errichtet. Zuletzt als Landespflegeanstalt in Verwendung besteht derzeit keine Nutzung. 1975 wurde die Fassade restauriert.
Die heutige Kirche wurde 1714 geweiht. 1970/1971 wurde die Kirche restauriert.

## Architektur
Der rechteckige Kirchenbau mit einer Rundapsis, baulich verbunden mit dem Leprosenhaus, hat eine mit Ecklisenen eingefasste Fassade und ein mit einem Gesims abgesetztes Schopfwalmdach und trägt einen Dachreiter. Die Fenster haben einen eingezogenen Rundbogenabschluss und darüber Ovalfenster.
Das dreijochige Langhaus hat Kreuzgratgewölbe zwischen Gurtenbögen auf toskanischen Pilastern. Die Apsis ist leicht eingezogen. Die Empore ist zweigeschoßig.

## Ausstattung
Der Hochaltar aus dem ersten Viertel des 18. Jahrhunderts hat seitliche Opfergangsportale, darüber Ädikulen mit den Statuen Hieronymus und Antonius Eremit und die Aufsatzfiguren Sebastian und Rochus. Das mittige Altarbild zeigt das ehemalige Seitenaltarbild mit dem Gnadenbild Maria Dorfen und das runde Auszugsbild zeigt Gottvater.

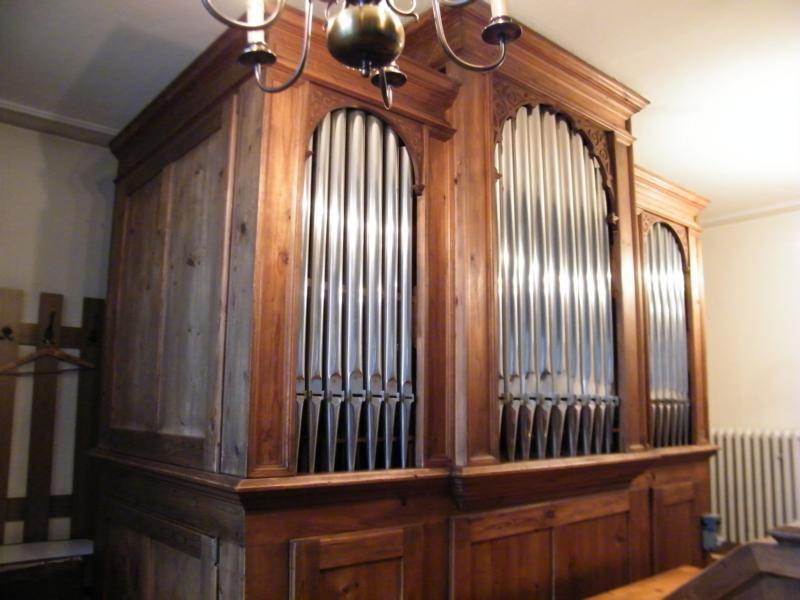
Die Mauracher-Orgel (1910)

## Orgel
Die Orgel der Leprosenhauskirche wurde im Jahr 1910 in der Werkstatt des Orgelbauers Albert Mauracher erbaut.
Das Instrument mit pneumatischer Kegellade hatte ursprünglich 5 Register, verteilt auf ein Manual und Pedal. Im Jahr 1981 wurde es vom Salzburger Orgelbauer Fritz Mertel mit einer mechanischen Schleiflade technisch neu hergestellt. Das Gehäuse, der Spieltisch und fast alle Pfeifen wurden dabei beibehalten und das Instrument auf insgesamt 6 Register erweitert.